# 電通グループ
株式会社電通グループ（でんつうグループ、英: DENTSU GROUP INC.）は東京都港区東新橋（汐留）に本社を置き、大手広告会社の電通を中心としたグループ会社を統括する純粋持株会社。
日経平均株価の構成銘柄の一つ。また本項では、「dentsu」についても記述する。

## 沿革

### 年表
- 2020年（令和2年）1月1日 - 純粋持株会社体制に移行[4]。商号を株式会社電通グループに変更のうえ、総合広告代理店業務などを2代目電通[注釈 3]として分社化。
- 2020年（令和2年）1月15日 - 米国のデータ分析・コンサルティング・ファーム（コンサルファーム）のE-Nor, Inc.の全株式を取得[5]。
- 2020年（令和2年）1月28日 - 米国のB2B領域でのデジタルマーケティング（DM）サービスのDigital Pi, Inc.の全株式を取得[広報 1]。
- 2020年（令和2年）1月31日 - 米国のDMサービスの4Cite Marketing, LLCの全株式を取得[6]。
- 2020年（令和2年）2月14日 - 米国の総合メディアプランニングのMedia Storm, LLCの株式の過半数を取得[7]。
- 2020年（令和2年）3月27日 - 指名・報酬諮問委員会を、「指名諮問委員会」と「報酬諮問委員会」に分割[広報 2]。
- 2020年（令和2年）4月30日 - 連結子会社の電通国際情報サービス（ISID）と共同で、米国にDentsu Innovation Studio, Inc.を設立[広報 3]。
- 2020年（令和2年）7月27日 - 連結子会社の電通デジタルが、DM支援サービスのビービットと資本業務提携[8]。
- 2020年（令和2年）7月28日 - ロシア法人として、Dentsu Entertainment Eurasian Partnaersを設立[9]。
- 2020年（令和2年）7月30日 - 大手ゲーム会社のセガ系でエンタメソリューションのクロシードデジタル（現：セガ エックスディー）の第三者割当増資を引受け、同社に追加出資[注釈 4][広報 4]。
- 2020年（令和2年）9月16日 - 大手自動車メーカーのトヨタ自動車、トヨタ系で広告代理店のデルフィスと資本業務提携[10][広報 5]。

| ① 中間持株会社のトヨタ・コニック・ホールディングス（電通グループ 34.0%、トヨタ 66.0％）を設立。 ③ トヨタ・コニックHDのDX子会社として、トヨタ・コニック・アルファを設立。 |  | ② トヨタ・コニックHDがトヨタより、トヨタ・コニック・プロ（旧商号のデルフィスより変更）の全株式を取得。 ④ ①-③の3社はいずれも2021年1月1日より営業開始。 |

- 2020年（令和2年）9月28日 - 英国のグローバル持株会社が、Dentsu International Limitedに商号変更[11]。
- 2020年（令和2年）12月24日 - 欧米・アジアのスポーツ子会社の中間持株会社として、電通スポーツインターナショナルを設立[12]。

- 2021年（令和3年）1月15日 - 同年3月31日までをめどに、グローバル主要ブランドの「iProspect」と「Vizeum」を、新「iProspect」として統合することを発表[広報 6]。
- 2021年（令和3年）4月27日 - ブロックトレードを用いて、マーケティングリサーチのマクロミルの保有分全株式（6.4%）を売却[広報 7]。
- 2021年（令和3年）5月14日 - コンサルファームのドリームインキュベータと資本業務提携[13]。
- 2021年（令和3年）6月9日 - Web3.0関連ソリューションのシビラと資本業務提携[広報 8]。
- 2021年（令和3年）7月1日 - CX領域とDX領域の国内グループ会社をそれぞれ再編[14][15]。

| ① 電通デジタルが、電通アイソバーを吸収合併。 |  | ② 電通ダイレクトマーケティングがDAサーチ&リンクを吸収合併のうえ、電通ダイレクトに商号変更。 |

- 2021年（令和3年）7月7日 - 米国の大手広告代理店のPFSweb, Inc.より、同社の顧客体験分析事業「LiveArea」を買収することを発表[16]。
- 2021年（令和3年）7月8日 - メガバンクの三井住友フィナンシャルグループと共同で、金融系DMサービスのSMBCデジタルマーケティングを設立[17][18]。
- 2021年（令和3年）9月1日 - 連結子会社の電通パブリックリレーションズが、K&Dコンサルティングを吸収合併[19]。
- 2021年（令和3年）9月3日 - 同月30日付で、電通本社ビルを売却することを発表[20]。
- 2021年（令和3年）10月19日 - インドのDM系ベンチャー企業のGoals101 Data Solutions Pvt. Ltd.と戦略的資本業務提携[21]。
- 2022年（令和4年）1月1日 - 連結子会社のピクトが横浜スーパー・ファクトリーを吸収合併のうえ、電通クリエーティブキューブに商号変更[22]。
- 2022年（令和4年）1月1日 - コーポレート機能の統合新会社として、電通コーポレートワン（DC1）を設立[広報 9][23]。

| ① DC1が、コーポレート機能会社の電通マネジメントサービスと電通ワークスを吸収合併。 |  | ② DC1が、電通グループと2代目電通の一部コーポレート機能をそれぞれ吸収。 |

- 2022年（令和4年）1月4日 - 大手ネット広告のセプテーニ・ホールディングスの第三者割当増資を引受け、同社の持ち株比率を20.98％から52.01％に引上げ[24]。
- 2022年（令和4年）4月1日 - 電通テックグループを再編[25]。

| ① 電通テックが、電通プロモーションプラスに商号変更。 |  | ② 電通カスタマーアクセスセンターと電通オンデマンドグラフィックの合併により、電通プロモーションエグゼを設立。 |

- 2022年（令和4年）4月15日 - 連結子会社の2代目電通とISIDが、大手総合電機メーカーの富士通との戦略的協業に合意[26]。
- 2022年（令和4年）5月10日 - 大手コンサルファームのイグニション・ポイントを買収[27]。
- 2022年（令和4年）5月13日 - ネット広告代理店のディグ・イントゥ（後の電通デジタルアンカー）の株式を追加取得、持ち株比率を15.0%から85.0％に引上げ[28]。
- 2022年（令和4年）6月15日 - アイルランドのデジタルコンサルファームのPexlify Limitedの全株式を取得[29]。
- 2022年（令和4年）6月23日 - クリエイティブエージェンシーブランド名を「Dentsu Creative」に統一[30]。
- 2023年（令和5年）1月1日 - グローバル経営体制に移行[31]。

| ① 電通ジャパンネットワークとDentsu International Limitedの二事業体制を解消。 ③ 新チームは社長CEOをトップに、グループの日本、米州、EMEA、APACの各地域を直接統括する。 |  | ② グループ・マネジメント・チーム（新チーム）によるグローバル経営体制へ移行。 ④ 電通グループでは「執行役員」の呼称を原則として廃止する。 |

- 2023年（令和5年）3月30日 - 指名委員会等設置会社に移行[広報 10]。
- 2024年（令和6年）1月1日 - ISIDグループの再編[32][33]。

| ① ISIDがITID、ISIDビジネスコンサルティングを吸収合併。 ③ ISIDは、電通総研に商号変更。 |  | ② ISIDが、電通グループの社内シンクタンク「電通総研」を吸収。 ④ ISIDグループ各社は「電通総研」を冠した商号に変更。 |

- 2024年（令和6年）4月26日 - 連結子会社の電通総研が、UI・UXデザインのミツエーリンクスの全株式を取得[34]。
- 2024年（令和6年）7月12日 - ロシア事業からの事実上の撤退が完了したと発表[広報 11]。
- 2025年（令和7年）1月1日 - 連結子会社の電通クリエーティブXが電通クリエーティブキューブを吸収合併のうえ、電通クリエイティブピクチャーズに商号変更[35]。
- 2025年（令和7年）3月3日 - 日本最大の総合人材サービスのリクルートホールディングスの自社株買いに応募、保有分全株式（0.1％）を売却[36][37]。
- 2025年（令和7年）4月1日 - 関連会社のトヨタ・コニック・プロが、トヨタ・コニック・アルファを吸収合併。中間持株会社のトヨタ・コニックHDは、トヨタ・コニックに商号変更（事業形態は維持）[広報 12]。
- 2025年（令和7年）6月16日 - 連結子会社のCARTA HOLDINGSとともに、日本最大の通信キャリア（MVNO）のNTTドコモとの資本業務提携を発表[38]。CARTA HDを、電通グループとNTTドコモの合弁会社に移行させる予定[39]。

### 不祥事
- 2022年（令和4年）11月25日 - いわゆる東京五輪入札談合事件が発覚[40][41][42]。

- 2023年（令和5年）8月9日 - 連結子会社の電通北海道で、北海道（道）より受注したコロナ対策業務で約1億5000万円の水増し請求を行っていたことが発覚[43][44]。同社は過大請求分をすぐさま道に返納したが、同年8月29日、道は電通北海道の会社関係者を詐欺容疑で刑事告発した[45]。
- 2025年（令和7年）1月20日 - 連結子会社の電通プロモーションプラスで、厚生労働省より受注した新型コロナ関連のシステム開発業務で約1億1000万円の水増し請求を行っていたことと、同事業で国への届け出なしに再々委託を行っていたことが発覚[46][47][48]。

## dentsu
国内外約800社のグループ会社（うち連結子会社724社）により構成される（2024年12月末現在）。太字：主要会社。
株式会社電通グループ【東証プライム・4324】 - 純粋持株会社（グループ全体の経営管理）
- Dentsu International Limited（「DIL」、電通グループ 100.0%） - 電通グループのロンドン本社（グローバル事業統括会社）

### dentsu Japan
日本国内での広告代理店業務、情報サービス等の事業活動の統括・支援

#### コーポレート
- 株式会社電通コーポレートワン（電通グループ 100.0%） - dentsu Japanのコーポレート機能会社

#### 広告エージェンシー
- 株式会社電通（電通グループ 100.0%） - 日本最大の総合広告エージェーンシー

【地域広告会社】
| - 株式会社電通東日本（電通グループ 100.0%） - 関東、東北、静岡県、新潟県の総合広告代理店 - 株式会社電通九州（電通グループ 100.0%） - 九州の総合広告代理店 - 株式会社電通沖縄 - 沖縄県地元メディアとの共同出資による総合広告代理店 - 株式会社ながのアド・ビューロ - 長野県地元メディアとの共同出資による総合広告代理店 |  | - 株式会社電通西日本（電通グループ 100.0%） - 中四国、北陸、兵庫県の総合広告代理店 - 株式会社電通北海道（電通グループ 100.0%） - 北海道の総合広告代理店 - 株式会社アド電通大阪（電通グループ 100.0%） - 関西の総合広告代理店 - 株式会社山形アドビューロ - 山形県地元メディアとの共同出資による総合広告代理店 |

【メディア】
| - 株式会社電通ランウェイ（電通グループ 100.0%） - 総合広告代理店 - 株式会社電通アドギア（電通グループ 66.7%、サントリー 33.3%） - コミュニケーション・プロデュース・カンパニー - ビーコン・コミュニケーションズ株式会社（Publicis Groupe S.A.との共同出資） - 広告業 |  | - 株式会社電通ジャパン・インターナショナルブランズ（電通グループ 100.0%） - グローバルエージェンシー - 株式会社IPG（Xperi Inc.との共同出資） - 電子番組ガイドサービス業 |

【屋外広告】
| - 株式会社電通名鉄コミュニケーションズ（電通グループ 50.0%、名古屋鉄道 50.0%） - 名古屋鉄道OOHメディアレップ業、名古屋市を中心とした総合広告代理店 |  | - 株式会社OOHメディア・ソリューション（電通グループ 100.0%） - OOHメディアレップ業 |

【デジタルマーケティング】
- 株式会社電通デジタル（電通グループ 75.0%、セプテーニHD 25.0%） - 大手総合DMエージェンシー

| - 株式会社電通デジタルアンカー（電通デジタル 100.0%） - DM領域でのオペレーティング業務等 - 株式会社電通デジタルドライブ（トランスコスモスとの共同出資） - ソフトウェアの受託開発等 |  | - スマドリ株式会社（電通デジタル 49.0%、アサヒビール 51.0%） -「スマートドリンキング」の推進事業 |

| - 株式会社電通I&Cパートナーズ（電通グループ 100.0%） - インターネット広告 - 株式会社電通クロスブレイン（ブレインパッドとの共同出資） - データ活用支援事業 - 株式会社D2C（NTTドコモ、NTTアドとの共同出資） - DMエージェンシー - SFGマーケティング株式会社（電通グループ 20.0%、しずおかフィナンシャルグループ 80.0%） - DMエージェンシー等 - 株式会社フロンテッジ（電通グループ 40.0%、ソニーグループ 60.0%） - ブランディングを中心とした広告業 - 株式会社広告EDIセンター（博報堂、ADKホールディングス他との共同出資） - 広告業界のデジタル化の普及・促進等 |  | - 株式会社電通サイエンスジャム（電通グループ 66.7%、デジタルガレージ 33.3%） - サイエンス領域の研究成果のデジタル化業務 - 株式会社電通オペレーションパートナーズ（電通グループ 100.0%） - BPO業務 - 株式会社ビデオリサーチ（電通グループ 34.2％） - リサーチ業務 - 株式会社47CLUB（全国の地方新聞社他との共同出資） - ネット通販事業 - トヨタ・コニック株式会社（トヨタ自動車 66.6%、電通グループ 33.4%） - 持株会社 - トヨタ・コニック・プロ株式会社（トヨタ・コニック 100.0%） - DMエージェンシー - Supership株式会社（電通グループ16.4%、KDDI 83.6%） - DX事業 |

【服飾】
- 株式会社ザ・ゴール（電通グループ 100.0%） - ファッション・ラグジュアリーの専門エージェンシー

【メディカル・ヘルスケア】
- 株式会社 dentsu health Japan（電通グループ 100.0%） - グローバルエージェンシー

#### 広告支援会社
【広告制作】
- 株式会社電通プロモーションプラス（「dpp」、電通グループ 100.0%） - 総合広告制作会社

| - 株式会社電通リテールマーケティング（dpp 100.0%） - データ分析を基にしたCRMサービス等 - 株式会社電通プロモーションエグゼ（dpp 100.0%） - CX領域でのDMエージェンシー - Dentsu Tec Imagination (Shanghai) Co., Ltd.（dpp 100.0%） - 上海市法人 |  | - 株式会社JPメディアダイレクト（電通グループ 34.0%、dpp 15.0%、日本郵便 51.0%） - メディアプロモーション - Dentsu Promotion Vietnam Co., Ltd.（dpp 100.0%） - ベトナム法人 |

- 株式会社電通クリエイティブピクチャーズ（「dcp」、電通グループ 100.0%） - 総合広告制作会社
  - 株式会社デジタルエッグ（dcp 50.0%、東北新社 50.0%） - テレビCM等のポストプロダクション業務

| - 株式会社電通クリエイティブフォース（電通グループ 100.0%） - クリエイティブプロデュース業務 |  | - 株式会社ドリル（電通グループ 100.0%） - 広告の企画制作等 |

【パブリック・リレーションズ（PR）】
| - 株式会社電通PRコンサルティング（電通グループ 100.0%） - PRに関する企画立案・実施 |  | - 株式会社電通tempo（電通グループ 100.0%） - 小売業や飲食業等の総合プロモーションカンパニー |

【スポーツネットワーク】
- 株式会社電通スポーツインターナショナル（「DSI」、電通グループ 100.0%） - 欧米・アジアのスポーツ関連事業を統括する中間持株会社

| - Dentsu Sports America, Inc.（DSI 100.0％） - 米州でのスポーツビジネス - Dentsu Sports Asia Pte., Ltd.（DSI 100.0％） - アジア・中近東でのスポーツマーケティング業務 - Halo Sport Ltd.（DSI 100.0％） - ラグビー選手のマネジメント業務等 |  | - Dentsu Sports Europe, Ltd.（DSI 100.0％） - 欧州でのスポーツマーケティング業務 - Dentsu Sports Vietnam Co., Ltd.（DSI 100.0％） - 東南アジアでのスポーツマーケティング業務 - MKTG SPORTS（DSI 100.0％） - スポーツに関する総合的なマーケティング・サービス |

- 株式会社 SPORTS Edge（電通グループ 100.0%） - スポーツイベントの企画・運営、インターネット広告等

【エンターテインメント】
| - 株式会社電通ライブ（電通グループ 100.0%） - 大手イベント・スペースサービス - 株式会社電通イベントオペレーションズ（電通ライブ 100.0%） - イベント制作 - 株式会社東京有明アリーナ（NTTドコモ他との共同出資） -「有明アリーナ」の管理運営業務等 |  | - 株式会社電通キャスティング&エンタテインメント（電通グループ 100.0%） - 国内最大のCMキャスティング - 株式会社電通ミュージック&エンターテインメント（電通グループ 100.0%） - 音楽制作 - 株式会社電通アニメソリューションズ（電通グループ 100.0%） - アニメ事業 |

#### イノベーション
| - 株式会社電通コンサルティング（電通グループ 100.0％） - 経営戦略コンサルティング - 株式会社GNUS（電通グループ 100.0％） - イノベーション領域でのコンサルティング業務、ソフトウェア開発 |  | - イグニション・ポイント株式会社（電通グループ 61.3%） - 経営コンサルタント業務 - 株式会社電通イノベーションパートナーズ（電通グループ 100.0%） - 投資事業組合の運営 |

#### CARTA HOLDINGS
株式会社CARTA HOLDINGS【東証プライム・3688】（電通グループ 52.42％） - 純粋持株会社

【デジタルマーケティング（DM）】
| - 株式会社CARTA ZERO（CARTA HD 100.0％） - 大手統合DMエージェンシー - 株式会社ビズテーラー・パートナーズ（CARTA ZERO 90.0%、イー・ガーディアン 10.0%） - BPO業務 - D-Marketing Academy株式会社（CARTA HD 100.0%） - DMとAIに関する研修等 - CARTA Vietnam Co., Ltd.（CARTA HD 100.0%） - ベトナム法人 |  | - 株式会社DataCurrent（CARTA HD 100.0%） - データ活用推進事業 - 株式会社テレシー（CARTA HD 100.0%） - 運用型テレビCM事業等 - 株式会社デジクル（CARTA HD 100.0%） - 小売業向けデジタル販促支援業務 - 株式会社CARTA KNOT（CARTA HD 100.0％） - DMエージェンシー - CARTA KOREA Inc.（CARTA HD 100.0%） - 韓国法人 |

【インターネット関連サービス】
| - 株式会社ヨミテ（CARTA HD 51.0%） - 化粧品等の通販事業 - 株式会社DIGITALIO（CARTA HD 100.0%） - ポイントサイトの運営 - 株式会社Lighthouse Studio（CARTA HD 100.0%） - ゲーム攻略サイト「神ゲー攻略」の運営等 |  | - 株式会社リサーチパネル（CARTA HD 60.0%、クロス・マーケティンググループ 40.0%） - マーケティングリサーチ事業 - 株式会社サポーターズ（CARTA HD 100.0%） - 人材関連サービス - 株式会社dot LIFE（CARTA HD 100.0%） - 犬種特化型メディアの運営 |

【その他】
- 株式会社CARTA VENTURES（CARTA HD 100.0％） - IT系ベンチャー企業への投資

#### セプテーニ・ホールディングス
株式会社セプテーニ・ホールディングス【東証スタンダード・4293】（電通グループ 52.49％） - 純粋持株会社
【マーケティング・コミュニケーション】
- 株式会社セプテーニ（セプテーニHD 100.0%） - DM支援事業

| - Septeni Japan株式会社（セプテーニ 100.0%） - DX支援事業 - Septeni Ad Creative株式会社（セプテーニ 100.0%） - インターネット広告制作事業 - 株式会社デライトチューブ（セプテーニ 100.0%） - メディアマーケティング業務等 |  | - SEPTENI CORE株式会社（セプテーニ 100.0%） - DX支援事業 - ミロゴス株式会社（セプテーニ 100.0%） - DM支援事業 |

- Septeni Global合同会社（セプテーニ 100.0％） - グローバルDMエージェンシー

| - Septeni America, Inc.（Septeni Global 100.0%） - 北米のDM支援事業 - Septeni China Limited（Septeni Global 100.0%） - 中国のDM支援事業 |  | - Septeni Asia Pacific Pte. Ltd.（Septeni Global 100.0%） - APACのDM支援事業 - Lion Digital Global LTD（Septeni APAC 100.0%） - 東南アジア最大のDM支援事業 |

| - gooddo株式会社（セプテーニHD 100.0％） - 社会貢献プラットフォーム事業 - 株式会社サインコサイン（セプテーニHD 100.0％） - コーポレートデザインの共創支援 - コミスマ株式会社（セプテーニHD 25.9%） - 「GANMA!」の開発運営等 |  | - 株式会社3RD GEAR（セプテーニHD 100.0％） - コンテンツIPビジネス会社 - 株式会社セプテーニスポーツ&エンターテインメント（セプテーニHD 100.0%） - スポーツ&エンターテインメント領域でのデジタル施策の支援事業 |

【ダイレクトビジネス】
- 株式会社電通ダイレクト（セプテーニHD 100.0%） - DM支援事業
  - 株式会社電通エルフトアーキテクト（電通ダイレクト 100.0%） - Webマーケティング支援事業

【データ・ソリューションズ】
- 株式会社セプテーニ・データ・ソリューションズ（「SDS」、セプテーニHD 100.0%） - データソリューション領域の中間持株会社
  - 株式会社FLINTERS（SDS 100.0%） - ソフトウェアエンジニアリング
    - 株式会社FLINTERS BASE（FLINTERS 100.0%） - 人材サービス、研修等
    - FLINTERS Vietnam Co., Ltd.（FLINTERS 100.0%） - ベトナムでのオフショア開発

  - トライコーン株式会社（SDS 100.0%） - CRMプラットフォームの開発、DX支援事業
- 株式会社セプテーニ・クロスゲート（セプテーニHD 100.0%） - マーケティングオペレーションDX支援

【その他】
| - 株式会社ビビビット（セプテーニHD 100.0%） - 就職・採用プラットフォーム事業 - 株式会社セプテーニ・インキュベート（セプテーニHD 100.0％） - 新規事業の開発・育成支援 - 株式会社アルファブル（セプテーニHD 100.0%） - ブライダル関連事業 |  | - 株式会社人的資産研究所（セプテーニHD 100.0%） - AIを活用した人材サービス等 - LIVAND株式会社（セプテーニHD 100.0%） - エンターテインメントの支援・コンサルティング - 株式会社プライムクロス（セプテーニHD 40.0%、野村不動産 60.0%） - 不動産・住宅業界向けDM支援事業 |

#### 電通総研
株式会社電通総研【東証プライム・4812】（電通グループ 61.08％） - SI事業、コンサルティング事業、シンクタンク機能
【日本】
| - 株式会社電通総研IT（電通総研 100.0%） - SI事業 - 株式会社エステック（電通総研 100.0%） - 技術コンサルティング会社 - 株式会社電通総研ブライト（電通総研 100.0%） - 特例子会社（バックオフィス業務等） - 株式会社FINOLAB（電通総研 49.0%、三菱地所 51.0%） - FinTech事業の支援等 - 株式会社ACSiON（電通総研 38.8%、セブン銀行 61.2％） - 防犯に関わるソリューション事業等 |  | - 株式会社電通総研セキュアソリューション（電通総研 100.0%） - SI事業 - 株式会社電通総研アシスト（電通総研 100.0%） - シェアードサービス会社 - 株式会社ミツエーリンクス（電通総研 100.0%） - UI・UXデザイン会社 - クウジット株式会社（電通総研 33.3%） - AIを用いたテクノロジーカンパニー - スマートホールディングス株式会社（電通総研 19.0%） - 持株会社 |

【欧州】
| - DENTSU SOKEN UK, LTD.（電通総研 100.0%） - 英国法人 |  | - Two Pillars GmbH（電通総研 64.8%） - ドイツ法人 |

【北米】
- DENTSU SOKEN USA, Inc.（電通総研 100.0%） - 米国法人

【アジア】
| - DENTSU SOKEN HONG KONG LIMITED（電通総研 100.0%） - 香港法人 - DENTSU SOKEN Singapore Pte. Ltd.（電通総研 100.0%） - シンガポール法人 |  | - DENTSU SOKEN Shanghai Co., Ltd.（電通総研 100.0%） - 上海市法人 - PT. DENTSU SOKEN INDONESIA（電通総研 100.0%） - インドネシア法人 |

#### その他
- 株式会社電通そらり（電通グループ 100.0%）- 特例子会社（バックオフィス業務、農園事業等）

### dentsu Americas
米州での広告代理店業務、情報サービス等の事業活動の統括・支援
| - Merkle Group, Inc.（DIL 100.0%） - 米国法人 - Dentsu Creative Advertising, LLC（DIL 100.0%） - 米国法人 - Dentsu US, Inc.（DIL 100.0%） - 米国法人 |  | - Dentsu Brasil Holdings Ltda.（DIL 100.0%） - ブラジル子会社の統括 - Agenciaclick Midia Interativa Ltda（Dentsu Brasil 100.0%） - ブラジル法人 |

### dentsu EMEA
EMEAでの広告代理店業務、情報サービス等の事業活動の統括・支援
| - Tag Worldwide Holdings Limited（DLI 100.0％） - 持株会社 - Tag Europe Limited（Tag Worldwide 100.0%） - 英国法人 - Dentsu France （DLI 100.0%） - フランス法人 - Dentsu Media, S.L.U.（DLI 100.0%） - スペイン法人 |  | - Dentsu Aegis Network Central Europe Holdings GmbH（DLI 100.0%） - 持株会社 - Dentsu Aegis Network Central Europe Gmbh（ACH 100.0%） - ドイツ法人 - Group Carat (Nederland) B.V.（DLI 100.0%） - オランダ法人 |

### dentsu APAC
APACでの広告代理店業務、情報サービス等の事業活動の統括・支援
- Beijing Dentsu Advertising Co., Ltd.（電通グループ 100.0%） - 北京市法人
- Dentsu Asia Pacific Holdings Pte. Ltd.（DLI 100.0%） - APAC子会社の統括

| - Dentsu Singapore Holdings Pte. Ltd.（Dentsu APAC 100.0%） - シンガポール子会社の統括 - Dentsu Asia Pte. Ltd.（Dentsu Singapore 100.0%） - シンガポール法人 - Dentsu Aegis Network India Pvt. Ltd.（Dentsu APAC 100.0%） - インド法人 |  | - Dentsu Australia Holdings Pty Ltd（Dentsu APAC 100.0%） - オーストラリア子会社の統括 - Dentsu International Australia Pty Ltd（Dentsu Australia 100.0%） - オーストラリア法人 - Dentsu Corporate Services Pty Ltd（Dentsu Australia 100.0％） - オーストラリア法人 |